# Shawn Lane
Shawn Lane, född 21 mars 1963 i Memphis, Tennessee, död där 26 september 2003, var en amerikansk gitarrist och kompositör inom jazz fusion-genren. Han är mest känd för soloskivan Powers of Ten och sitt långa samarbete med basisten Jonas Hellborg. Har även samarbetat med Ringo Starr och Jeff Sipe. Som tonåring spelade han under några år i rockbandet Black Oak Arkansas. Shawn Lane hade psoriasis under hela livet. Anses vara en av de bästa gitarristerna någonsin av många professionella stjärngitarrister. Guthrie Govan, Paul Gilbert, Steve Vai och Joe Satriani har alla uttryckt stor respekt för Shawn Lanes musikalitet och teknik. 

## Diskografi (urval)
Soloalbum
- 1992 – Powers of Ten
- 1999 – The Tri-Tone Fascination
- 2001 – Powers of Ten: Live!
- 2019 – The Tri-Tone Fascination (20th Anniversary Edition) (Shawn Lane/Shawn Lane Estate Memphis)

Album med Jens Johansson
- 1996 – Fission/Feat. Anders Johansson och Mike Stern

Album med Jonas Hellborg
- 1995 – Abstract Logic
- 1996 – Temporal Analogues of Paradise
- 1997 – Time is the Enemy
- 1999 – Zenhouse
- 2000 – Good People in Times of Evil
- 2002 – Personae
- 2003 – Icon: A Transcontinental Gathering